# Mutació silenciosa

Mutacions puntuals

Les mutacions silencioses o silents són mutacions puntuals en les quals el nou aminoàcid que és codificat és similar a l'antic aminoàcid.
En el laboratori són útils per induir dianes detectables per als enzims de restricció sense alterar el producte final. Això és molt útil de cara als marcadors de selecció dels plasmidis. També serveixen per adaptar l'ús del codó d'un gen aïllat d'eucariota a l'ús de codó del bacteri hoste, en què s'introduirà el gen eucariota, ja que la freqüència de codons entre espècies no és la mateixa.